# Albinas Klimas
Albinas Klimas (* 25. März 1952 in Sakūčiai, Rajon Priekulė, jetzt Rajongemeinde Šilutė) ist ein litauischer Politiker und Bürgermeister der Rajongemeinde Plungė.

## Leben
Nach dem Abitur 1970 in Plungė studierte Klimas von 1970 bis 1971 an der Fakultät für Finanzen und Rechnungswesen der Vilniaus universitetas. Von 1971 bis 1973 leistete er den Pflichtdienst in der Sowjetarmee. Von 1973 bis 1990 arbeitete er als Künstler und Tischler im Unternehmen „Minija“, von 1990 bis 1991 bei UAB „Dara“, von 1991 bis 1993 bei UAB „Plateliai“ und ab 1996 bei UAB „Iešnalė“ als Direktor. Seit 2011 ist er Bürgermeister von Plungė.
Ab 2002 war er Mitglied von Liberalų demokratų partija, ab 2006 von Tvarka ir teisingumas.